# Ian McMillan
John Livingstone „Ian“ McMillan (* 18. März 1931 in Airdrie, North Lanarkshire; † 16. Februar 2024) war ein schottischer Fußballspieler und -trainer. Als Aktiver agierte er im offensiven Mittelfeld.

## Leben
Seinen ersten Profivertrag erhielt der damals 17-jährige McMillan bei seinem Heimatverein Airdrieonians FC, bei dem er von 1948 bis 1958 unter Vertrag stand.
In dieser Zeit gelang ihm auch der Sprung in die schottische Nationalmannschaft, für die er 1952 drei Spiele absolvierte und zwei Tore erzielte. Weitere Länderspieleinsätze (jeweils einer) folgten in den Jahren 1955, 1956 und 1961. McMillan gehörte auch zum 22-köpfigen WM-Aufgebot Schottlands 1954. Doch der schottische Verband entschloss sich, mit nur 13 Spielern zur WM-Endrunde anzureisen und McMillan gehörte zu den neun „aussortierten“ Spielern, die zu Hause blieben.  
Im Oktober 1958 wechselte er zu den Glasgow Rangers und war in den folgenden sechs Jahren ein wichtiger Bestandteil der vielleicht besten Ära in der Vereinsgeschichte des Rangers FC. In diesem Zeitraum gewann er mit dem Verein insgesamt elf Titel (viermal nationaler Meister und ebenso oft schottischer Pokalsieger sowie dreimal Gewinner des einheimischen Liga-Pokals), wobei er seine letzte Saison 1963/64 mit dem Treble krönte.
Darüber hinaus waren die Rangers jener Tage auch im internationalen Vergleich erfolgreich. Im Europapokal der Landesmeister 1959/60 stießen sie bis ins Halbfinale vor, wo sie chancenlos gegen Eintracht Frankfurt (1:6 und 3:6) waren und in der folgenden Saison erreichten sie – unter anderem durch einen 11:0-Gesamtsieg im Viertelfinale gegen Borussia Mönchengladbach (3:0 im Hinspiel und 8:0 im Rückspiel) – die Finalspiele um den Europapokal der Pokalsieger 1960/61 gegen den AC Florenz, die mit dem Gesamtergebnis von 1:4 (0:2 und 1:2) verloren wurden.
Über die größte Schwäche der seinerzeitigen Mannschaft auf internationaler Ebene äußerte sich McMillan später wie folgt: „Wir waren damals ein bißchen naiv in dem Sinn, dass wir ständig auf Angriff spielten, statt uns auf ein kontrolliertes Spiel zu konzentrieren, wie die Mannschaften es heute praktizieren. Diese Spielweise haben wir erst durch die Mannschaften gelernt, gegen die wir gespielt haben, aber wir hatten einige katastrophale Ergebnisse und es hat dennoch Spaß gemacht, dabei gewesen zu sein.“
Im Dezember 1964 ging McMillan zurück zum Airdrieonians FC, in dessen Reihen er seine aktive Laufbahn ausklingen ließ. Die unterschiedliche Qualität der beiden Mannschaften, in denen er spielte, beschrieb er später so: „In Airdie war ich immer schon glücklich, wenn es einen Mitspieler gab, dem ich den Ball zuspielen konnte. Bei den Rangers hatte ich fünf oder sechs Optionen.“
Nach seiner aktiven Karriere wechselte McMillan ins Traineramt und war in den 1970er Jahren Cheftrainer seines Heimatvereins Airdrieonians FC, dessen Ehrenpräsident er zuletzt war.

## Erfolge
- Schottischer Meister: 1959, 1961, 1963, 1964
- Schottischer Pokalsieger: 1960, 1962, 1963, 1964
- Schottischer Liga-Pokal: 1961, 1962, 1964